# حصارلیک

مقطع عرضی سایت

حصارلیک (به ترکی: Hisarlık}} یک تل باستان‌شناسی در آناتولی (ترکیهٔ امروزی) در نزدیکی چناق‌قلعه است که به نظر غالب باستان‌شناسان مکان شهر (یا مجموعهٔ شهرهای) باستانی تروآ بوده‌است. این منطقه حدود ۶٬۵ کیلومتر از دریای اژه و تنگهٔ داردانل فاصله دارد.